# Episodi de Il metodo Kominsky (terza stagione)
La terza e ultima stagione della serie televisiva Il metodo Kominsky, composta da 6 episodi, è stata pubblicata su Netflix il 28 maggio 2021 in tutti i Paesi in cui il servizio è raggiungibile.
| nº | Titolo originale                                  | Titolo in italiano                                  | Pubblicazione  |
| -- | ------------------------------------------------- | --------------------------------------------------- | -------------- |
| 1  | Chapter 17. In All the Old Familiar Places        | Capitolo 17: In tutti luoghi vecchi e conosciuti    | 28 maggio 2021 |
| 2  | Chapter 18. You Only Give Me Your Funny Paper     | Capitolo 18: Mi dai solo le tue buffe carte         | 28 maggio 2021 |
| 3  | Chapter 19. And It's Getting More and More Absurd | Capitolo 19: E diventa sempre più assurdo           | 28 maggio 2021 |
| 4  | Chapter 20. The Round Toes, of the High Shoes     | Capitolo 20: Le punte arrotondate delle scarpe alte | 28 maggio 2021 |
| 5  | Chapter 21. Near, Far, Wherever You Are           | Capitolo 21: Vicino, distante, ovunque tu sia       | 28 maggio 2021 |
| 6  | Chapter 22. The Fundamental Things Apply          | Capitolo 22: Valgono le cose fondamentali           | 28 maggio 2021 |

## Capitolo 17: In tutti luoghi vecchi e conosciuti
- Titolo originale: Chapter 17. In All the Old Familiar Places
- Diretto da: Chuck Lorre
- Scritto da: Chuck Lorre

### Trama
Norman è morto. Nella cerimonia di commiato Sandy, Phoebe, Robby e Madeline ricordano gli aneddoti più particolari di un uomo che, in un modo o nell'altro, ha segnato le loro vite. La perdita di Norman è pesante soprattutto per Sandy perché, contrariamente alla figlia perennemente ricoverata in clinica o al nipote rivisto soltanto recentemente, lui è l'unico per il quale c'è sempre stato in tutti questi anni. Persino bere un cocktail al loro storico bar diventa pesante per Sandy, non avendo più Norman a criticare la sua scelta di annacquare il drink con una coca-cola dietetica.
Mentre sta rientrando nel suo appartamento, dopo aver respinto l'invito di Mindy a trascorrere la serata in compagnia per tirarsi su di morale, Sandy si imbatte nella giovane vicina di casa Yvette. La ragazza era alla ricerca di Irving, il suo cane finito tra le braccia di Sandy, colpito perché Irving era anche il secondo nome di Norman. Sandy finisce a letto con Yvette, riassaporando la gioia di una giovane amante, ma il mattino seguente la sua schiena ne risente. A scuola Sandy insegna agli allievi a esternare le loro emozioni, senza paura di cosa può pensare la gente.

## Capitolo 18: Mi dai solo le tue buffe carte
- Titolo originale: Chapter 18. You Only Give Me Your Funny Paper
- Diretto da: Andy Tennant
- Scritto da: Chuck Lorre

### Trama
Prima di morire, Norman ha nominato Sandy suo esecutore testamentario. Una scelta dettata dal fatto che non si fidava di Phoebe e Robby, i quali avrebbero senz'altro scialaquato l'intero patrimonio per seguire le rispettive follie. Inoltre, Sandy e Mindy sono beneficiari della somma di 5000000 $ a testa che Norman ha voluto lasciare loro. Non sentendosi meritevole di avere tutti questi soldi, considerando che in vita l'amico gli ha fatto numerosi favori mai ricambiati, Sandy vuole che Mindy abbia anche la sua parte e le suggerisce di non farne parola con Martin, reputandolo poco oculato nella gestione del denaro. Phoebe e Robby preannunciano una battaglia legale per entrare in possesso del fondo di Norman.
Mindy ha deciso di sposare Martin e per l'occasione Roz, sua madre nonché ex moglie di Sandy, rientra dalla Colombia per aiutare la figlia nei preparativi del matrimonio. Margaret, una studentessa di Sandy, ha ottenuto la parte dell'assistente del dottor Quincy nel remake dell'omonima serie televisiva e reciterà al fianco di Morgan Freeman. Sandy vuole condividere la bella notizia con gli altri allievi, anche se Margaret era contraria perché gli aspiranti attori di oggi sono molto invidiosi dei successi altrui. Mindy racconta a Roz la faccenda dei 10000000 $, dicendosi preoccupata dell'iniziare il matrimonio con un segreto di cui il marito è all'oscuro. Roz suggerisce alla figlia di non ascoltare suo padre e parlargliene.

## Capitolo 19: E diventa sempre più assurdo
- Titolo originale: Chapter 19. And It's Getting More and More Absurd
- Diretto da: Andy Tennant
- Scritto da: Chuck Lorre

### Trama
Sandy si ritrova Mindy, Martin e Roz sull'uscio di casa, oltre a Phoebe e Robby in compagnia del loro avvocato, peraltro un seguace di Scientology. Sandy chiarisce con Martin la questione dei 10000000 $, spiegandogli che preferirebbe lasciarli amministrare a Mindy e precisando che non devono essere spesi per il loro matrimonio. Con Phoebe e Robby è ancora più puntiglioso, avvertendoli che secondo le disposizioni di Norman lui dovrà valutare se siano capaci di badare al denaro, altrimenti è autorizzato a devolvere tutto in beneficenza. Phoebe e Robby scaricano l'avvocato, iniziando a essere mielosi con Sandy per avere accesso al patrimonio.
Margaret inizia a girare Quincy con Morgan Freeman. Sandy assiste alle riprese, facendo la conoscenza del grande attore che invita a tenere una lezione nella sua scuola. L'obiettivo di Sandy è risolvere la situazione della sua allieva, dato che sta continuando la situazione di terra bruciata da parte dei compagni. Morgan accetta di partecipare, pur facendo presente a Sandy che è assolutamente normale la gelosia da parte degli altri attori, poiché i tempi sono cambiati rispetto a quando erano loro a muovere i primi passi nel mondo del cinema. Spinto da Mindy e Roz, Sandy chiede scusa a Martin, risentito per la scarsa fiducia nei suoi confronti.

## Capitolo 20: Le punte arrotondate delle scarpe alte
- Titolo originale: Chapter 20. The Round Toes, of the High Shoes
- Diretto da: Beth McCarthy-Miller
- Scritto da: Chuck Lorre

### Trama
La lezione di Morgan Freeman è un successo e contribuisce a ricompattare il gruppo degli allievi dopo il caso Margaret. I timori di Sandy circa l'avventatezza finanziaria di Martin trovano conferma quando il futuro genero sfoggia la sua nuova fuoriserie, acquistata usando i soldi dell'eredità di Norman. Sandy esige che non faccia più spese pazze, rammentandogli che il denaro di Mindy serve come rete di protezione in caso di bisogno. Come sempre Roz prova a mediare, puntualizzando che da giovane Sandy non si è mai fatto mancare niente e quindi non dovrebbe fare la morale a Martin se si gode un po' la vita.
Sandy è contattato dal regista Barry Levinson che lo vorrebbe scritturare per il suo nuovo film tratto da Il vecchio e il mare. È stato Norman a fare il nome di Sandy a Levinson, il quale è alla ricerca di un attore non troppo famoso che possa offrire una nuova rilettura del celebre romanzo di Hemingway. Sandy accetta volentieri, ringranziando Norman per questo ultimo favore dall'alto. Di notte Sandy è svegliato da Mindy perché Roz è svenuta e ha perso conoscenza. In ospedale scoprono che la donna ha nascosto loro di avere una leucemia in stadio avanzato.

## Capitolo 21: Vicino, distante, ovunque tu sia
- Titolo originale: Chapter 21. Near, Far, Wherever You Are
- Diretto da: Andy Tennant
- Scritto da: Chuck Lorre

### Trama
Roz è convinta di non avere molto tempo davanti a sé, avendo tentato senza successo tutte le possibili terapie per combattere la malattia. Per questa ragione, la donna chiede di affrettare i preparativi per il matrimonio di Mindy che avrà luogo nella scuola di Sandy. Roz vuole accompagnare Mindy all'altare insieme a Sandy, mentre Martin avrà al suo fianco la madre Estelle. Phoebe e Robby vorrebbero usare l'eredità di Norman per creare una fondazione a lui intitolata, ma Sandy fiuta il tentativo di imbroglio e li manda fuori dall'ufficio. Dopo aver tenuto una commovente lezione sull'interpretazione delle scene di morte, Sandy annuncia alla classe che dovrà assentarsi qualche mese perché è stato scritturato in un film.
Roz accompagna Sandy alle riprese del film diretto da Barry Levinson. Mentre stanno tornando a casa, i due ricevono la telefonata di Mindy che comunica loro di aver cacciato Martin di casa perché non l'ha difesa dopo che Estelle, una donna irriverente e senza peli sulla lingua, ha fatto una cattiva battuta circa il suo peso. Sandy va a casa di Martin per aiutarlo a ricucire con Mindy, ma senza risultati perché risulta evidente come Martin non abbia il coraggio di contestare sua madre. Dal canto suo, Mindy è contenta perché ha evitato di sposare un mammone.

## Capitolo 22: Valgono le cose fondamentali
- Titolo originale: Chapter 22. The Fundamental Things Apply
- Diretto da: Andy Tennant
- Scritto da: Chuck Lorre

### Trama
Martin spinge la madre Estelle a scusarsi con Mindy, ammettendo di essere stata sgarbata e non aver capito che i giovani di oggi non ammettono deroghe al politicamente corretto. Il matrimonio può quindi svolgersi, con Roz nel ruolo di celebrante e Sandy ad assistere orgoglioso al coronamento della felicità della figlia.
Un anno dopo. Sandy si emoziona nel vedere la locandina de Il vecchio e il mare con lui protagonista. Telefonando a Roz, ricoverata in ospedale per l'aggravarsi della malattia, Sandy racconta all'ex moglie che non sa come affrontare questa tardiva celebrità. Da giovane Sandy sognava di diventare un attore e non si sarebbe immaginato altrimenti, ma poi col tempo si è abituato a indossare i panni dell'insegnante di recitazione e pensava di non doverli più togliere. Nello stesso momento, anche Margaret si commuove per il lancio della prima stagione del nuovo Quincy con lei co-protagonista accanto a Morgan Freeman. Estelle si è stabilita a casa di Martin e Mindy. Martin costringe la madre a staccarsi dalla televisione e uscire a portare la spazzatura, ma un ragazzino del vicinato lo chiama perché la donna è svenuta e sembra morta. Nel frattempo Sandy si reca in ospedale in cui è ricoverata Roz per portarle un brownie da mangiare insieme, ma una volta arrivato trova Mindy in lacrime perché la madre è morta.
Dieci mesi dopo. Sandy vince l'Emmy Award come miglior attore protagonista per Il vecchio e il mare. Nel discorso di accettazione Sandy ricorda l'amico Norman, immaginando che possa gioire accanto a lui, e ringrazia i suoi allievi per avergli insegnato a non arrendersi mai e l’ex moglie Roz, ringraziandola per aver creduto in lui fin dall’inizio e scusandosi per non averla mai meritata. Scendendo dal palco Sandy abbraccia Margaret, anche lei vincitrice dell'Emmy per la sua interpretazione in Quincy. Sandy torna nella sua scuola e, appoggiando sullo sgabello l'Emmy vinto, invita gli studenti a riprendere il loro lavoro.